# Teji
Teji (en georgiano: ტეხი) o Taju (en abjasio: Ҭахә) es una aldea que pertenece a la parcialmente reconocida República de Abjasia, parte del distrito de Gulripshi, aunque de iure pertenece al municipio de Gulripshi de la República Autónoma de Abjasia de Georgia.

## Geografía
Teji se encuentra en las estribaciones montañosas de Abjasia, en la orilla derecha del río Kodori. La aldea está a 29 km de Gulripshi y se administra desde el pueblo de Vladímirovka.

## Historia
En 1948, las aldeas de Videbar y Alanovka se unieron a Teji.

## Demografía
La evolución demográfica de Teji entre 1959 y 1989 fue la siguiente:
| 114                                                 | 0 |
| (Fuente: Population of Abkhazia since Soviet times) |   |

Antes de la guerra de Abjasia, la mayoría de la población local eran armenios.